# Мелюхино (Пермский край)
Мелюхино — село в Юсьвинском муниципальном округе Коми-Пермяцкого округа Пермского края России.

## История
Известно с 1678 года. Селом стало с 1894 года. В период с 2004 по 2019 годы входило в состав ныне упразднённого Юсьвинского сельского поселения Юсьвинского района.

## География
Село находится в юго-западной части района, в пределах восточной окраины Восточно-Европейской равнины, на правом берегу реки Юсьвы, на расстоянии приблизительно 10 километров (по прямой) к юго-западу от села Юсьвы, административного центра округа. Абсолютная высота — 162 метра над уровнем моря.
Климат
Климат характеризуется как умеренно континентальный, с продолжительной многоснежной холодной зимой и коротким умеренно тёплым летом. Средняя многолетняя температура самого холодного месяца (января) составляет −15,8 °С (абсолютный минимум −53 °С), температура самого тёплого (июля) 17,7 °С (абсолютный максимум 38 °С). Среднегодовое количество осадков — 554 мм. Снежный покров держится в течение 170—190 дней в году.

## Население
| 2010 |
| ---- |
| 250  |

Половой состав
По данным Всероссийской переписи населения 2010 года в половой структуре населения мужчины составляли 47,6 %, женщины — соответственно 52,4 %.
Национальный состав
Согласно результатам переписи 2002 года, в национальной структуре населения коми-пермяки составляли 95 % из 300 человек.